# Ay Carmela!

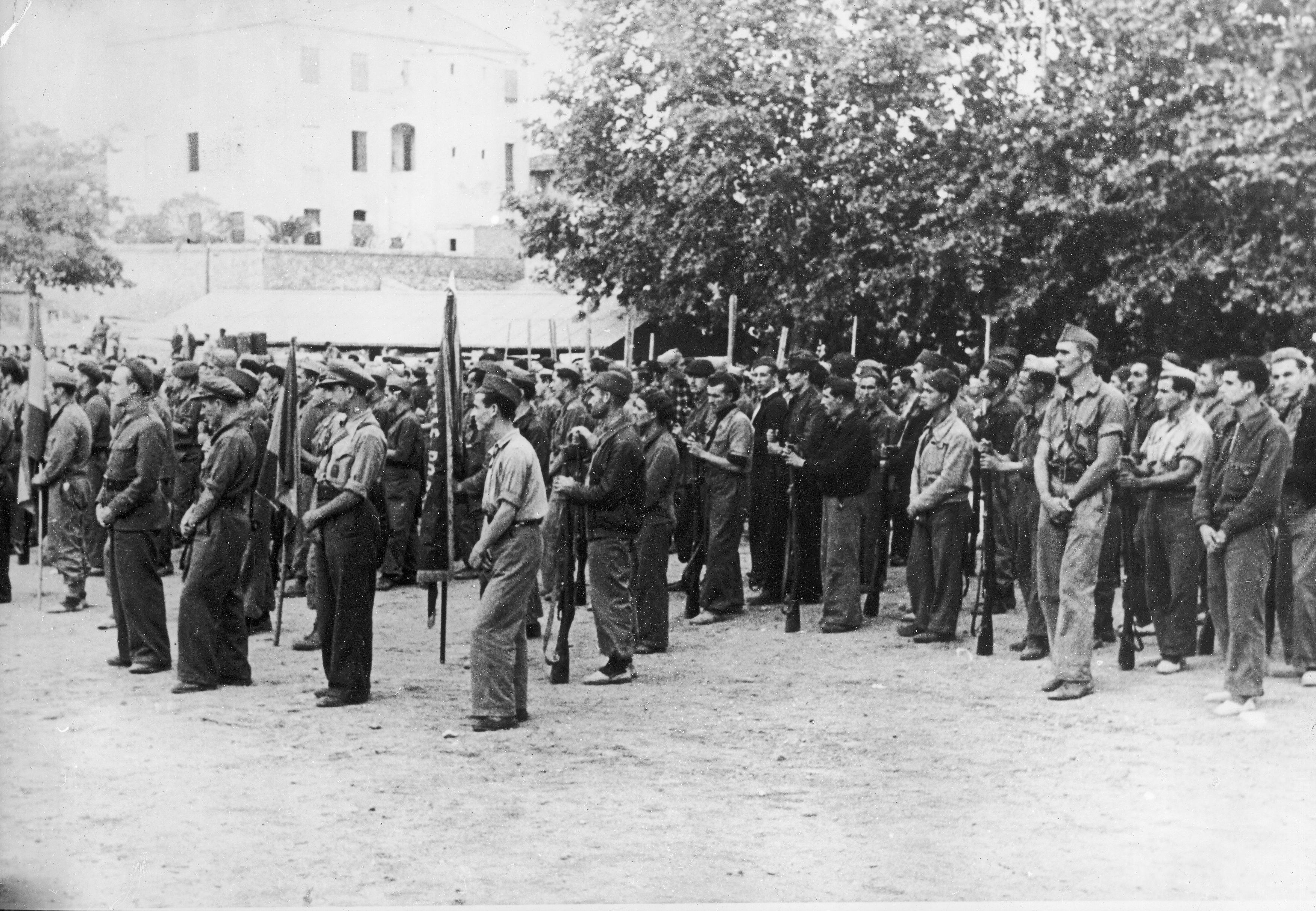
Mitglieder eines Bataillons der Internationalen Brigaden während der Ebroschlacht

Ay Carmela! (mit spanischer Interpunktion: ¡Ay Carmela!) ist ein republikanisches Volks- und Mobilisierungslied aus der Zeit des Spanischen Bürgerkriegs. Die Melodie geht zurück auf die Zeit der antinapoleonischen Befreiungskriege am Anfang des 19. Jahrhunderts. Es existieren unterschiedliche Versionen mit abgewandeltem Text sowie anderem Titel (Viva la quince Brigada, El paso del Ebro). Als auf der republikanischen Seite weitverbreitetes Lied wurde es von einer Reihe namhafter wie unbekannter Musiker eingespielt. Verwendung fand es darüber hinaus in den Filmen Ay Carmela! – Lied der Freiheit von Carlos Saura sowie Hemingway & Gellhorn von Philip Kaufman.

## Geschichte

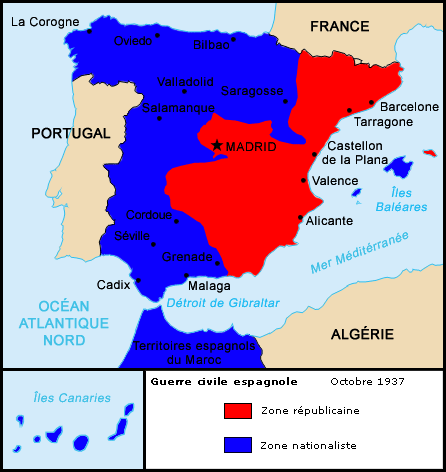
Spanischer Bürgerkrieg: Terrains von republikanischer und nationalistischer Seite im Oktober 1938

Die Melodie von Ay Carmela! geht auf ein Volkslied zurück mit dem Titel Ay Manuela!. Es entstand zu Anfang des 19. Jahrhunderts während des Kampfes gegen die napoleonischen Truppen, welche Spanien zu jener Zeit besetzten. Die dazu gesungenen Texte passten sich im Lauf der Jahre an die aktuellen politischen und sozialen Gegebenheiten an. Die unter dem Namen Ay Carmela! bekannte Version entstand zur Zeit des Spanischen Bürgerkriegs. Auch hier existierten zunächst verschiedene Varianten. Die heute unter dem Titel geläufige bezieht sich auf die Schlacht am Ebro im Sommer und Herbst 1938 – die letzte und zeitweilig erfolgreiche Offensive der Republikaner. Ähnlich wie Si me quieres escribir (deutsch: Wenn du mir schreiben willst) – ein etwa zeitgleich entstandenes und vielfach aufgegriffenes Lied, welches denselben Kontext thematisiert – kehrt auch Ay Carmela! den Durchhaltewillen und die Siegeszuversicht der republikanischen Seite hervor.
Die zeitgeschichtliche Popularisierung erfolgte hauptsächlich über Liedsammlungen (sogenannte Cancioneros). Die Möglichkeiten zu Tonträger-Aufnahmen waren zur Zeit des Bürgerkriegs beschränkt; auf Themen-Anthologien zur Periode finden sich jedoch sowohl Chor-Aufnahmen als auch solche, bei denen Gitarre-begleiteter Einzelgesang im Vordergrund steht. Mit den textlichen Variationen einher gingen unterschiedliche Liedtitel. Die unter anderem durch Ernst Busch sowie Pete Seeger & The Almanac Singers bekanntgewordene Version trägt den Titel Viva la quinta brigada (mitunter auch: Viva la quince brigada). Eine weitere heißt El paso del Ebro (spanisch: El Ejército del Ebro; deutsch: Der Durchbruch am Ebro). Nicht zu verwechseln ist die von Busch und Seeger popularisierte Liedvariante mit dem gleichnamigen Song des irischen Liedermachers Christy Moore, von dem ebenfalls eine Reihe Coverversionen existieren. Moores Folksong hat zwar ebenfalls den Einsatz der Internationalen Brigaden in Spanien zum Thema, rückt allerdings die Biografien namentlich aufgeführter irischer Brigaden-Freiwilliger in den Fokus.

## Interpretationen und Cover-Versionen
Als populäres Lied aus dem Spanischen Bürgerkrieg wurde Ay Carmela! von unterschiedlichen Interpreten, Bands und Künstlern interpretiert beziehungsweise als Cover-Version eingespielt. Apples iTunes Music Store hatte im September 2018 rund zwei Dutzend Versionen im Angebot. Neben denen von Pete Seeger & den Almanac Singers sowie der von Ernst Busch sind vor allem die des spanischen Liedermachers Gomez Naharro und diejenige des Filmmusik-Komponisten Alejandro Masso weit verbreitet. Weitere Einspielungen stammen unter anderem von Antoine Ciosi, dem Choro Popular Jabalón, den Folk- bzw. Folkpunk-Formationen und -Interpreten Quetzal, El Comunero und Ian Campbell Folkgroup sowie den Punkbands The Ex und Los Muertos de Christo. Weitere Interpreten: die Musiker-Combo Henry Lowther, Tracy Holloway & Abigail Newman, die Sängerin Sarmina Slavenica und der kroatische Rockmusiker Darko Rundek. Letzterer interpretierte Ay Carmela! mit serbokroatischem Text. Eine freie Interpretation des Themas spielte der Jazzmusiker Charlie Haden 1969 auf seinem Album Liberation Music Orchestra ein.
Als zeitgenössisches Lied aus dem Spanischen Bürgerkrieg fand Ay Carmela! darüber hinaus in zwei Filmen Verwendung. Der erste ist Ay Carmela – Lied der Freiheit von Carlos Saura aus dem Jahr 1990, der die Irrungen und Wirrungen zweier Theatermimen zwischen den Bürgerkriegsfronten zum Inhalt hat. Der zweite ist die Verfilmung der Partnerschaft zwischen dem Schriftsteller Ernest Hemingway und der Journalistin Martha Gellhorn (Hemingway & Gellhorn; 2012). Im ersten kommt die Aufnahme von Alejandro Masso zum Zug, im zweiten diejenige von Antoine Ciosi.
Mit vertreten ist Ay Carmela auf einer Reihe Kompilationen zum Spanischen Bürgerkrieg beziehungsweise zum Kampf der Internationalen Brigaden – unter anderem auf:
- Songs of the Spanish Civil War. National Side and Republican Side (2010; Bela Records)
- 75 Años de la Guerra Civil Española – Canciones (Banda y Coro República Histórica; 2013; Classical Records Gold)
- Spanisch Civil War – Songs of the International Brigades in the Spanish Republic (Zusammenstellung mit Interpretationen von Ernst Busch und Pete Seeger; 2014; Classical Records Gold)
- Chants de la Guerre d’Espagne (Cobla de Barcelone; 1963; Le Chant du Monde)

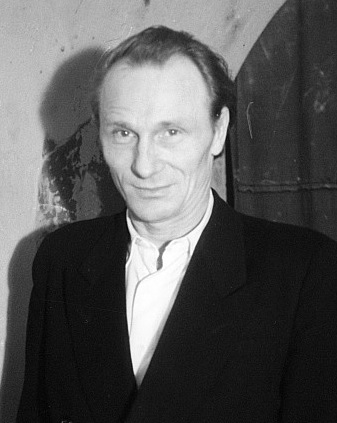
Ernst Busch (1946)
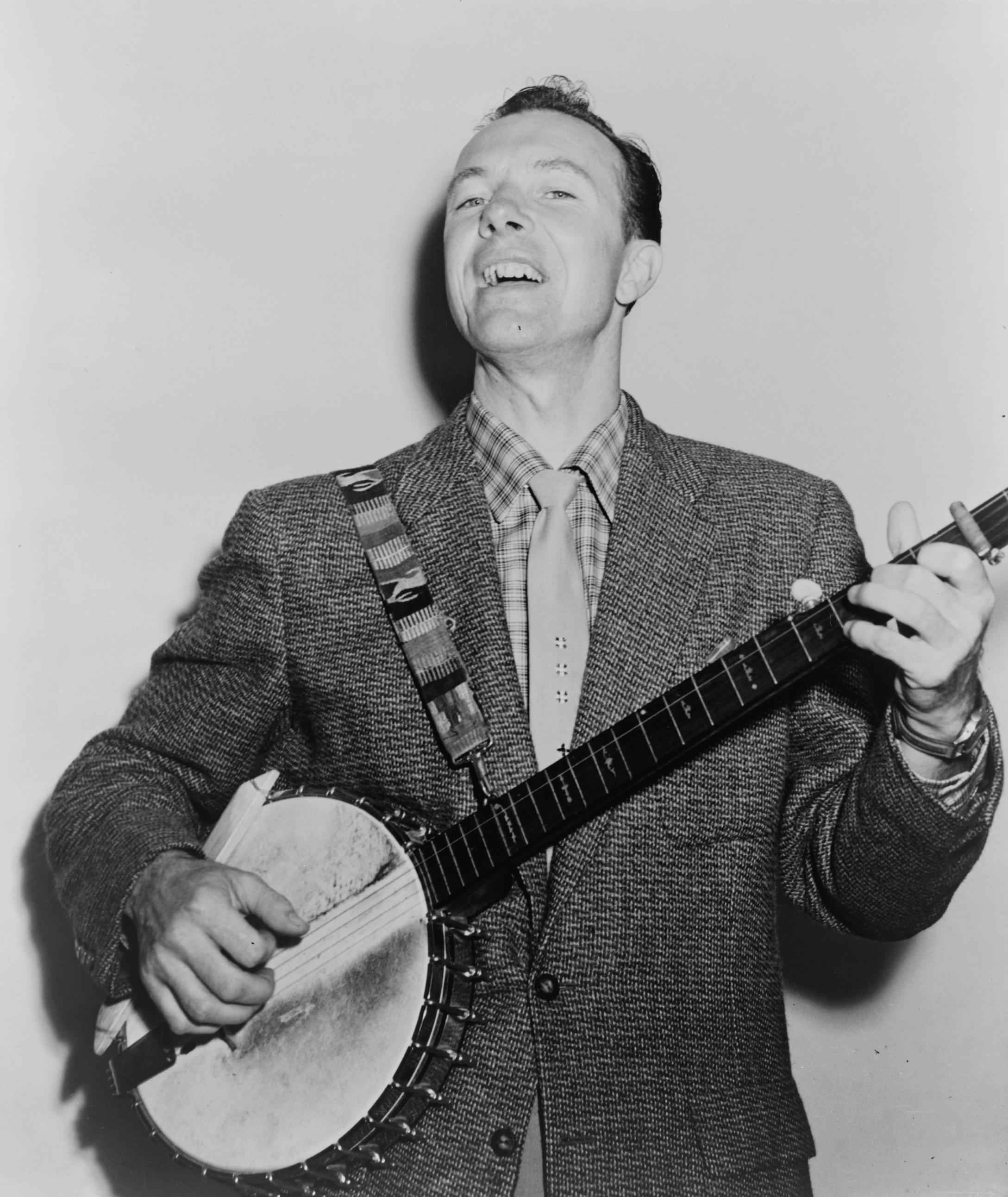
Pete Seeger (1955)
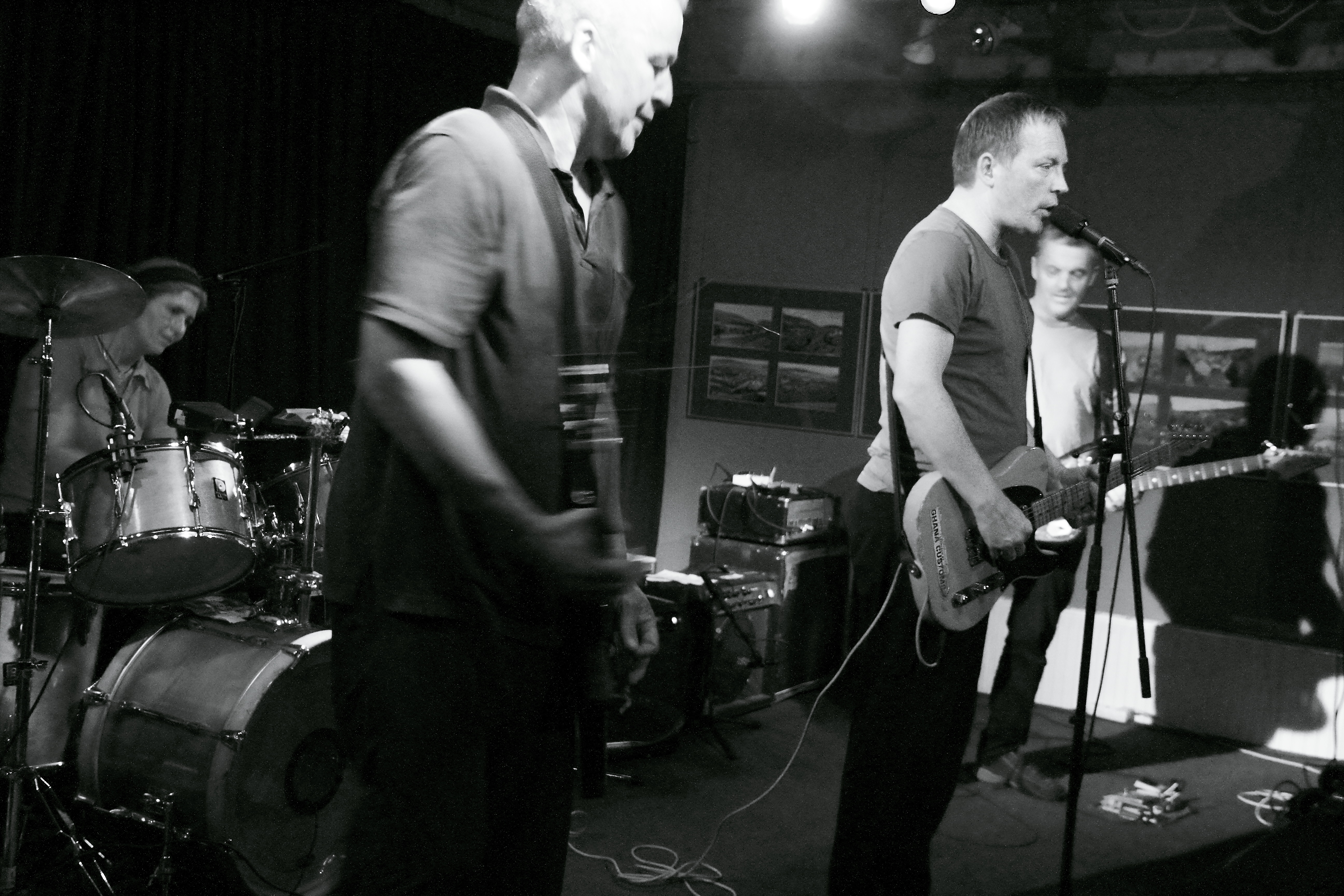
The Ex (2016)
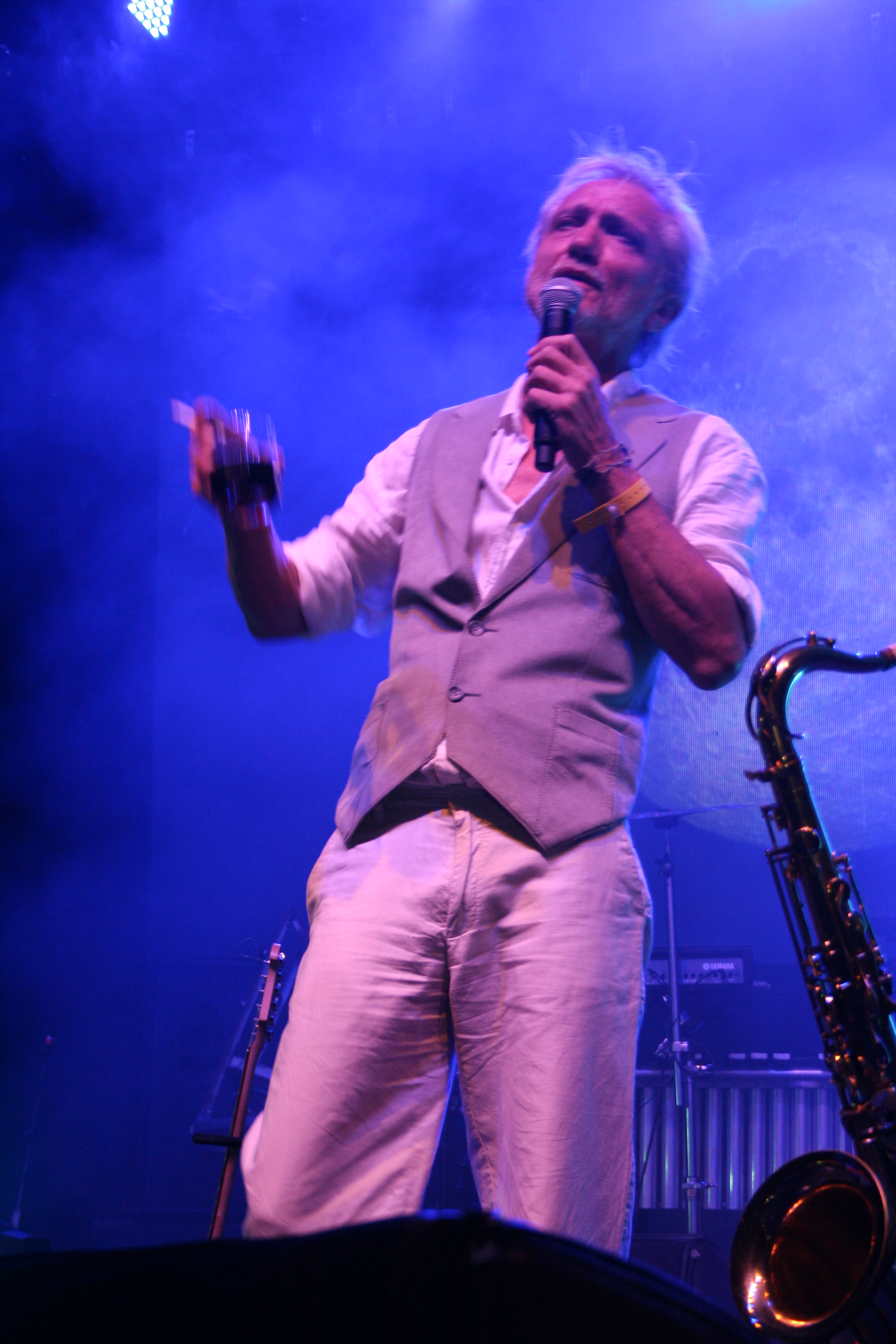
Darko Rundek (2017)
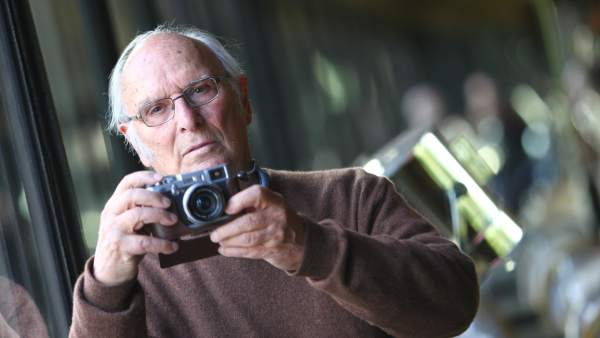
Carlos Saura (2017)

## Sonstiges
Bei der Nennung des Originaltitels ist sowohl die Schreibweise ohne Komma („Ay Carmela!“) als auch die mit Komma geläufig („Ay, Carmela!“). Uneinheitlich ist in der modernen Variante des Lieds auch der auftauchende Frauenname „Carmela“ – die Person, der die im Text aufgeführten Ereignisse berichtet werden und deren Name ein wesentlicher Bestandteil des chrorusförmig vorgetragenen Refrain-Parts ist. Während in den meisten „Carmela“ an die Stelle von „Manuela“ (der Name aus dem ursprünglichen Lied aus dem 19. Jahrhundert), getreten ist, wartet Pete Seegers Viva la quince brigada im Refrain mit dem alten Namen auf. Das Gleiche gilt für eine Reihe weiterer Versionen, die diesen Titel tragen.